# Agrochola fulvago
Agrochola fulvago är en fjärilsart som beskrevs av Carl Alexander Clerck 1759. Agrochola fulvago ingår i släktet Agrochola och familjen nattflyn. Inga underarter finns listade i Catalogue of Life.